# Love Alert
Love Alert (hangul: 설렘주의보; rr: Seollemjueuibo; lit: Fluttering Warning) é uma série de televisão sul-coreana exibida pela emissora MBN de 31 de outubro a 20 de dezembro de 2018, com um total de 16 episódios. É estrelada por Yoon Eun-hye e Chun Jung-myung. A série cujo enredo se refere a um contrato de romance estabelecido entre um dermatologista e uma famosa atriz, é baseado no romance de mesmo nome de Seo Han-kyul. 

## Enredo
Cha Woo-hyun (Chun Jung-myung) é um dermatologista popular entre as mulheres, porém não tem interesse em namoro. Ele se envolve em um escândalo com a famosa atriz Yoon Yoo-jung (Yoon Eun-hye) cuja vida amorosa não caminha como ela quer. Os dois decidem estabelecer um contrato no qual decidem fingir aos outros que estão namorando e apaixonados um pelo outro, para que assim, possam alcançar seus próprios objetivos.

## Elenco

### Principal
- Yoon Eun-hye como Yoon Yoo-jung[1]
- Chun Jung-myung como Cha Woo-hyun[2]
- Han Go-eun como Han Chae-kyung[3]
- Jo Woo-jae como Sung Hoon[4][5]

### De suporte
- P.O como Yoon Yoo-joon[6]
- Lee Hye-ran como Joo Min-ah[6]
- Kang Seo-yeon como Kang Hye-joo
- Kim Byung-ki como Cha Tae-soo
- Oh Mi-hee como Ko Kyung-eun
- Choi Cheol-ho como An Jung-seok
- Kim Ye-ryeong como Na Hwa-jung
- Choi Jung-won como Hwang Jae-min
- Jeong Gyu-su como Yoon Cheol-seo

## Trilha sonora
A trilha sonora de Love Alert foi lançada dividida em sete partes, cada uma contendo uma canção e sua respectiva versão instrumental. Estas sete partes foram lançadas entre as datas de 1 de novembro a 19 de dezembro de 2018. 
1. "Could I Love Again (다시 만날 수 있을까)" - Kim Jong-min
2. "I'll Come To You (너에게 다가갈 거야)" - Go Woon (Berry Good)
3. "Twice Love (두번째 설레임)" - SangIl (Snuper), Hyung Seo (Busters)
4. "Beautiful as Ever (여전히 아름다운)" - Yoon Hyuk (December)
5. "Because of You (그대가 좋아서)" - Eun Hee
6. "Away from You (뒷걸음치며)" - Jun Sang Geun
7. "I Want to Know" - Lee Gyu-ra

## Recepção
Durante a exibição de seu primeiro episódio, Love Alert não só alcançou o primeiro lugar em seu horário de exibição, como também quebrou o recorde de maior audiência alcançada em um episódio de estreia de uma série exibida pela MBN.
Na tabela abaixo, os números azuis representam as audiências mais baixas e os números vermelhos representam as audiências mais elevadas.
| Episódio | Data de transmissão original | Audiência média |
| Episódio | Data de transmissão original | AGB Nielsen     |
| -------- | ---------------------------- | --------------- |
| 1        | 31 de outubro de 2018        | 2.796%          |
| 2        | 1 de novembro de 2018        | 1.763%          |
| 3        | 7 de novembro de 2018        | 2.018%          |
| 4        | 8 de novembro de 2018        | 2.382%          |
| 5        | 14 de novembro de 2018       | 1.888%          |
| 6        | 15 de novembro de 2018       | 1.824%          |
| 7        | 21 de novembro de 2018       | 1.492%          |
| 8        | 22 de novembro de 2018       | 1.602%          |
| 9        | 28 de novembro de 2018       | 1.678%          |
| 10       | 29 de novembro de 2018       | 1.421%          |
| 11       | 5 de dezembro de 2018        | 1.489%          |
| 12       | 6 de dezembro de 2018        | 1.544%          |
| 13       | 12 de dezembro de 2018       | 1.929%          |
| 14       | 13 de dezembro de 2018       | 1.623%          |
| 15       | 19 de dezembro de 2018       | 1.712%          |
| 16       | 20 de dezembro de 2018       | 1.604%          |
| Média    | Média                        | 1.797%          |

## Produção e controvérsia
Love Alert marca o retorno da atriz Yoon Eun-hye, após uma pausa de cinco anos sem estrelar dramas televisivos na Coreia do Sul.
Em janeiro de 2019, a YG Studio Plex, afiliada da YG Entertainment para a produção de dramas, anunciou que o seu co-CEO Cho Jung-ho havia sido removido de sua posição e que um processo estava sendo  movido contra ele. De acordo com a empresa, o ex-CEO Cho, fez um contrato ilegal para vender os direitos de distribuição de Love Alert ao Japão para uma empresa de distribuição japonesa (não identificada) por meio de sua própria empresa, a Barami Bunda Inc. e não pela YG Studio Plex.